# Славе Иванов
Славе Иванов е български революционер, деец на Вътрешната македонска революционна организация, по-късно ренегат и деец на Македонската федеративна организация.

## Биография
Роден е на 14 декември 1888 в град Щип. По време на Балканската война доброволец в Македоно-одринското опълчение и е секретар в четата на Иван Бърльо, а по-късно служи в 4 рота на 15 щипска дружина.
В 1914 година застрелва обвинения в сърбомания Стефан Дедов. В 1914 година е четник на Лазар Тодоров, а в 1915 година - на Иван Бърльо.
След края на Първата световна война се установява в България и влиза във ВМРО, а след това става сътрудник на Тодор Александров. В 1919 година е един от организаторите на бягството на Александров от затвора.
През 1921 година след разрив с Александров напуска ВМРО и участва в създаването на Македонска федеративна организация. Сътрудничи си с правителството на Александър Стамболийски, същевременно е осъден на смърт от ВМРО. През юни 1923 година заедно с Филип Атанасов е в делегация на МФО в Москва, която разговаря с Феликс Дзержински, Карл Радек, Георгий Чичерин и Михаил Трилисер.
През 1923 година по негова и на Щипското благотворително братство инициатива се прави опит за помирение между ВМРО и МФРО. След неуспеха емигрира във Виена, където с Филип Атанасов и Тодор Паница ръководят МФРО с помощта на югославските власти. Участва в преговорите за подписването на Майския манифест през 1924 година.
В 1928 година с групата на Атанасов и Иванов започва преговори с ВМРО (обединена). Противник на приемането им в организацията е Димитър Влахов, който се бои, че може да бъде изместен от Атанасов в контактите с Коминтерна и Балканската комунистическа федерация. Владимир Поптомов също смята, че приемането им би засилило националреволюционното крило в Обединената за сметка на комунистическото. Именно затова в защита на Атанасов се изказват Георги Занков и Павел Шатев, позовавайки се на актива му и декларацията на Коминтерна и БКФ, че Атанасов няма задължения. В крайна сметка на 12 юли 1928 година групата е приета във ВМРО (обединена). По-късно Иванов е отхвърлен от организацията като агент на сръбските тайни служби, като от Виена се прехвърля в Белград. През 1931 година организира среща между Петър Шанданов и сръбския разузнавач Таса Динич, при която на Шанданов са предадени парични средства за борба с михайловисткото крило във ВМРО. По заръка на югославските служби прави опит да убие Иван Михайлов през 1934 година в Цариград. През Втората световна война става агент на Британските тайни служби. През 1948 година е осъден във Федерална Югославия.
Автор е на книгата „Тодор Александров и македонското освободително движение“ (Виена, 1924).